# باتريك ديفيس
باتريك ديفيس (بالإنجليزية: Patrick Davis)‏ هو لاعب هوكي الجليد أمريكي، ولد في 28 ديسمبر 1986 في ستيرلينغ هايتس في الولايات المتحدة.

## وصلات خارجية
- باتريك ديفيس على موقع دوري الهوكي الوطني (الإنجليزية)
- باتريك ديفيس على موقع قاعة مشاهير الهوكي (لاعب أن.إتش.أل) (الإنجليزية)
- باتريك ديفيس على موقع دوري الهوكي للقارات (الإنجليزية)
- باتريك ديفيس على موقع EliteProspects.com (الإنجليزية)
- باتريك ديفيس على موقع HockeyDB.com (الإنجليزية)
- باتريك ديفيس على موقع Hockey-Reference.com (الإنجليزية)